# Alausí

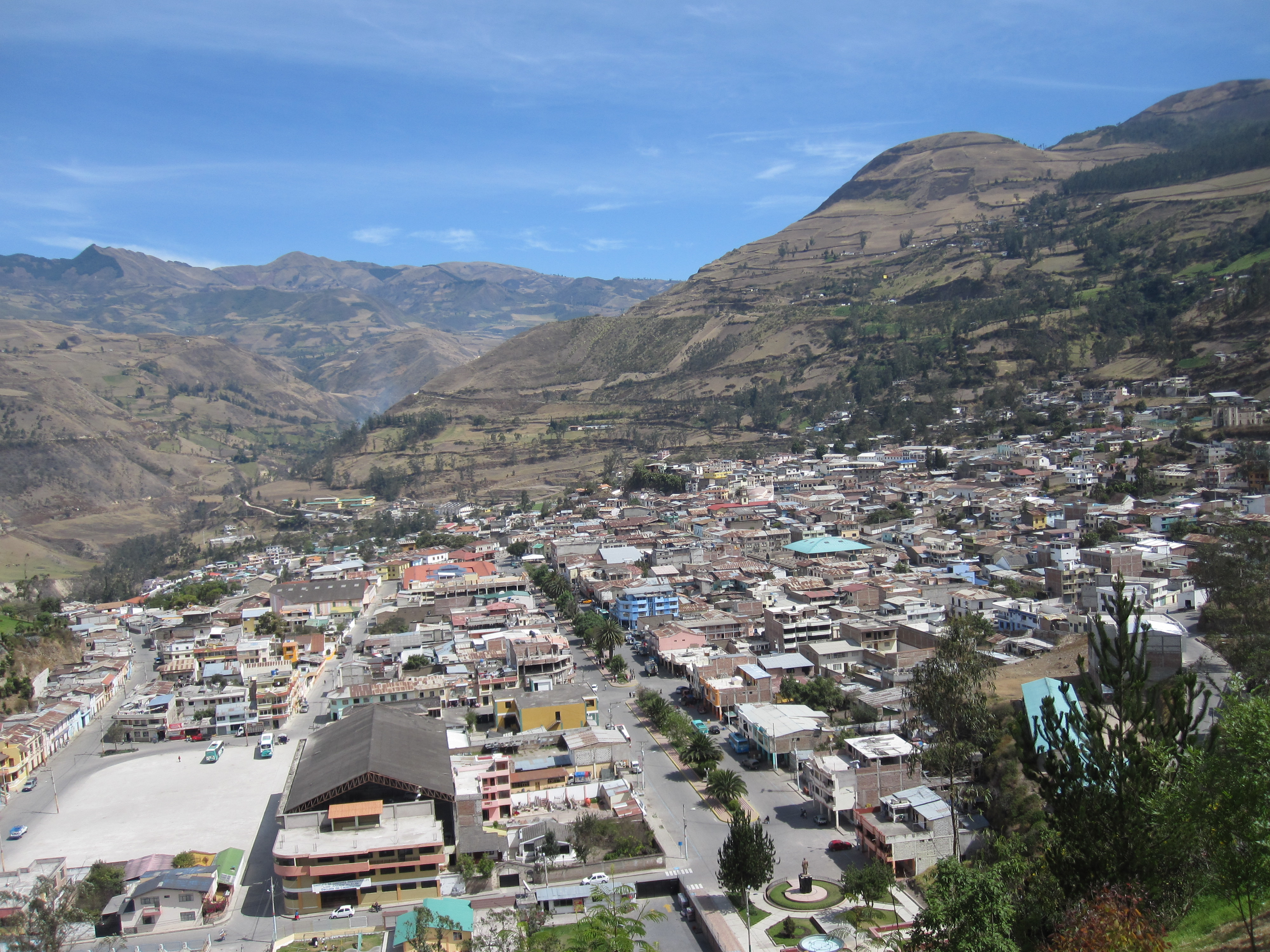
Alausí, 2009.

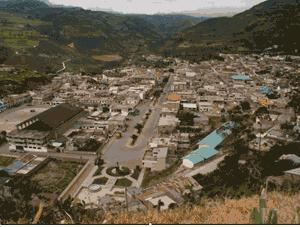
Alausí, 2007.

Alausí är en stad i centrala Ecuador i provinsen Chimborazo med 16 923 invånare (2008).